# 玛丽恩巴德挽歌
玛丽恩巴德挽歌（德語：Marienbader Elegie）是德国文学家约翰·沃尔夫冈·冯·歌德于1827年将他在1823年至1824年之不同时期、不同场合所著三部德语抒情诗列为“激情三部曲”的第二部分；这是一首歌德献给爱情的悲歌，描绘了他在晚年與最后的爱慕者，年仅17岁的乌尔丽克·冯·莱韦措的分离时刻。

## 背景

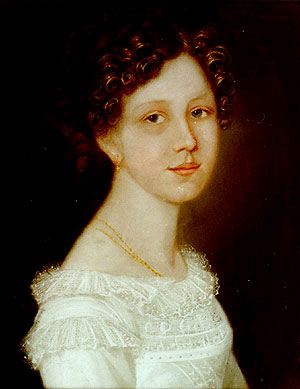
乌尔丽克·冯·莱韦措，1821年

歌德在1821年夏天，为摆脱单调的生活和年老所致使的身心问题，前往位于波西米亚的玛丽恩巴德温泉疗养：他在那里邂逅了17岁的德国女贵族——乌尔里克·冯·莱韦措。乌尔里克当时正与亲人在玛丽恩巴德度過暑假。72岁高龄的歌德很快迷恋上了这个与他相差五十四岁的女孩，并在卡尔·奥古斯特大公的帮助下，于1823年向乌尔里克的母亲提出书面申请，正式向她家小姐求婚。
奥古斯特大公全面支持歌德的求婚，并向莱韦措一家承诺会代歌德给予其衣食无忧的聘礼，以换取女方的认可与同意。歌德曾对奥古斯特大公说过：“[...]爱无罪，不应受任何的谴责。”同年，歌德在乌尔里克·冯·莱韦措陪伴下度过了他的74岁生日。歌德一直将他與莱韦措的相遇视作“命运的恩赐”，但后者对他求婚的婉拒让他饱受打击；使他在悲喜交加的状态下，写出了玛丽恩巴德挽歌：
Mir ist das All, ich bin mir selbst verloren,

Der ich noch erst den Göttern Liebling war;

Sie prüften mich, verliehen mir Pandoren,

So reich an Gütern, reicher an Gefahr;

Sie drängten mich zum gabeseligen Munde,

Sie trennen mich, und richten mich zugrunde.
我失去了全宇宙，也失去了自我，

而我刚才还是众神的红人；

他们磨练我，赐给我潘多拉， 

她既充满了财富，却更充满了危险；

他们逼迫我去亲吻她那天赐极乐的红唇，

却又随即将我推开——把我推入万丈深渊。
这首诗被认为是歌德最优美、最个人化的诗歌之一，反映了当他求婚被拒绝时所感受到的毁灭性感伤。他从1823年9月5日开始写这首诗，当时他坐在一辆从埃格尔（今捷克海布）出发的马车上，到9月12日他抵达魏玛时，作品已经完成。他也只给他最亲密的朋友看這首詩。

## 評價
约翰·彼得·艾克曼評價這首詩歌是歌德最爲個人化的作品，他稱：“[...]這首詩顯出那最爲青春、熾熱，對愛的激情，卻又在道德的精神層面得以中和：這是我認爲這首詩帶給我最爲直觀的感受。又及，我認爲這首詩所表現的情感，要比我們在歌德的任何作品中所感受到的更爲濃厚。”傳記作家斯蒂芬·茨威格在歷史傳記文集《人類群星閃耀時》以浪漫化的文法，描寫了歌德創作這一詩歌的故事。茨威格認爲此作是“德語在内的任何語言，獻給愛情的，最爲純粹的詩句之一”：
In unsers Busens Reine wogt ein Streben,

Sich einem Höhern, Reinern, 

Unbekannten；

Aus Dankbarkeit freiwillig hinzugeben,

Enträtselnd sich den ewig Ungenannten;

Wir heißen’s: fromm sein! – Solcher seligen Höhe；

Fühl ich mich teilhaft, wenn ich vor ihr stehe.
纯洁的心胸啊，热流涌动，

仅仅出于感激，

也心甘情愿将自己献给

更纯洁、更高贵、陌生的人，

向这个难以称呼的人揭开自己心底永久的秘密；

我们称之为——虔诚！

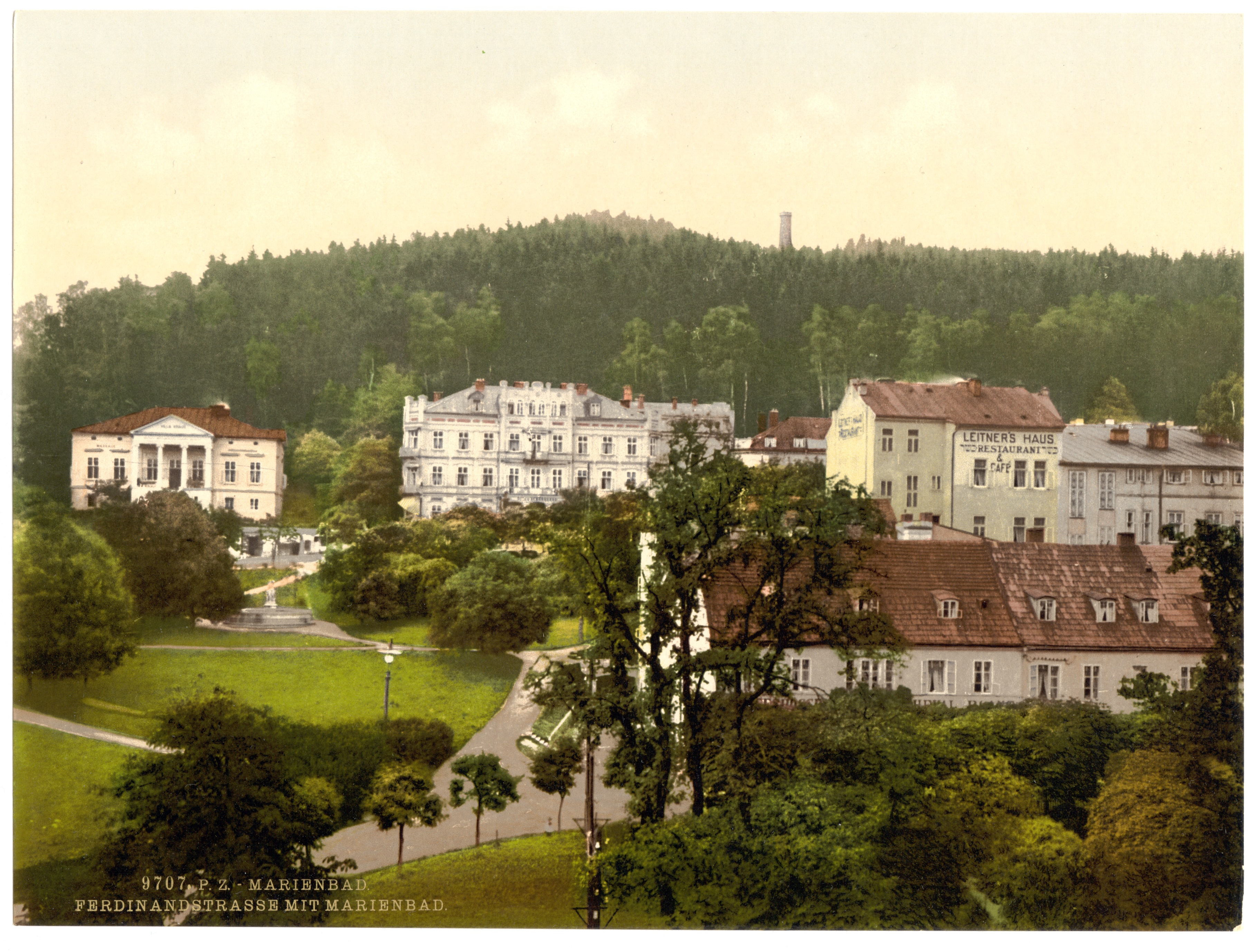
玛丽恩巴德是这首诗歌的诞生本源

站在她的面前，我仿佛触摸到了这种极乐的顶点。

## 链接
- The Poems of Goethe, Translated in the original metres by Edgar Alfred Bowring - 古腾堡计划